# Deoband
Deoband is een stad en gemeente in het district Saharanpur van de Indiase staat Uttar Pradesh. 
De islamitisch-fundamentalistische Deobandibeweging, die voornamelijk actief is in India, Pakistan, Afghanistan en Bangladesh, ontleent haar naam aan deze stad.

## Demografie
Volgens de Indiase volkstelling van 2001 wonen er 81.706 mensen in Deoband, waarvan 56% mannelijk en 44% vrouwelijk is. De plaats heeft een alfabetiseringsgraad van 57%. 